# Pereskia bahiensis
Pereskia bahiensis е вид растение от семейство Кактусови (Cactaceae). Видът е незастрашен от изчезване.

## Разпространение
Разпространен е в Бразилия.